# Fabédougou
Fabédougou est un village du département et la commune rurale de Bérégadougou, situé dans la province de la Comoé et la région des Cascades au Burkina Faso.

### Les Dômes de Fabédougou

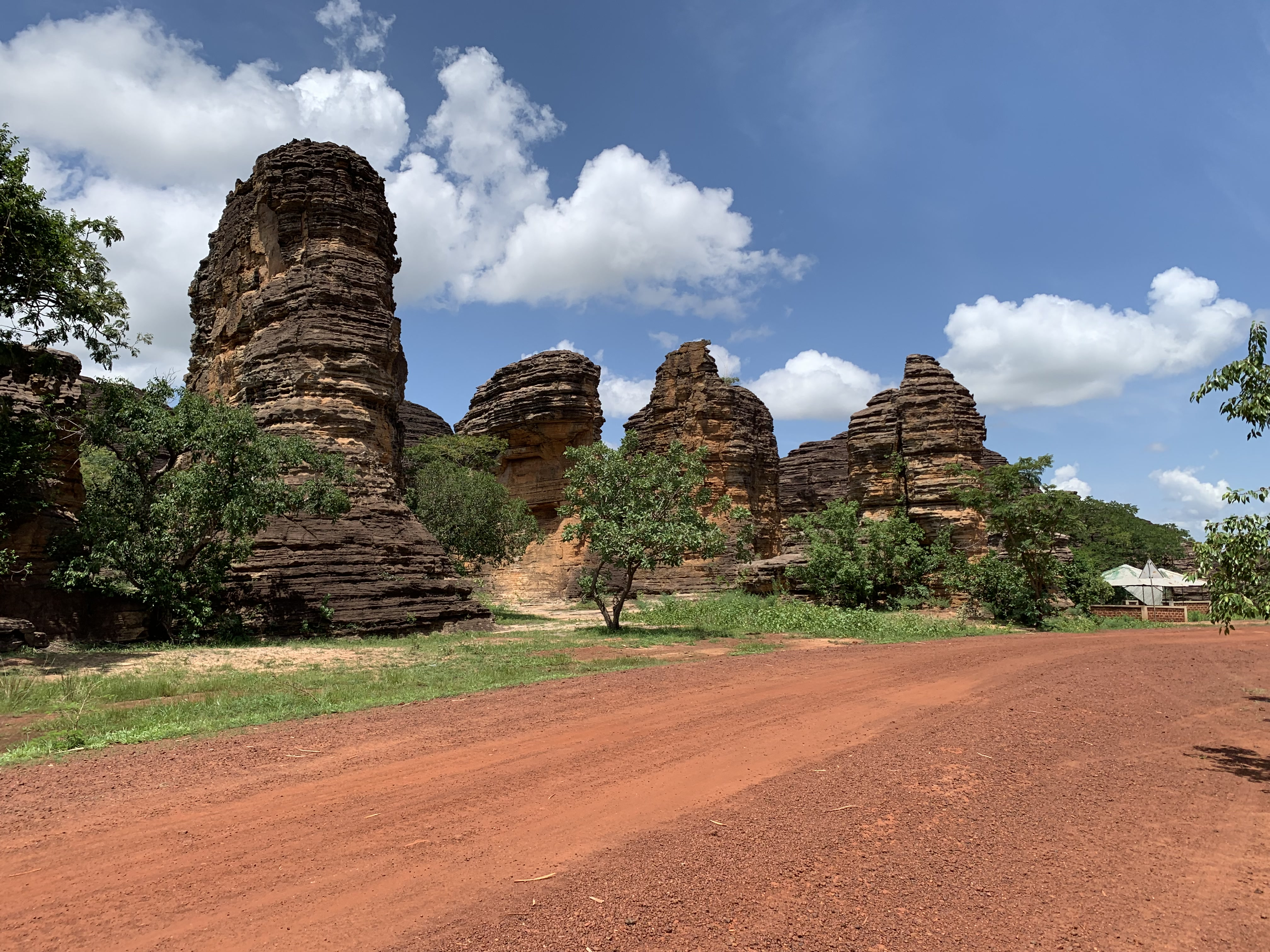
Vue Dômes -9

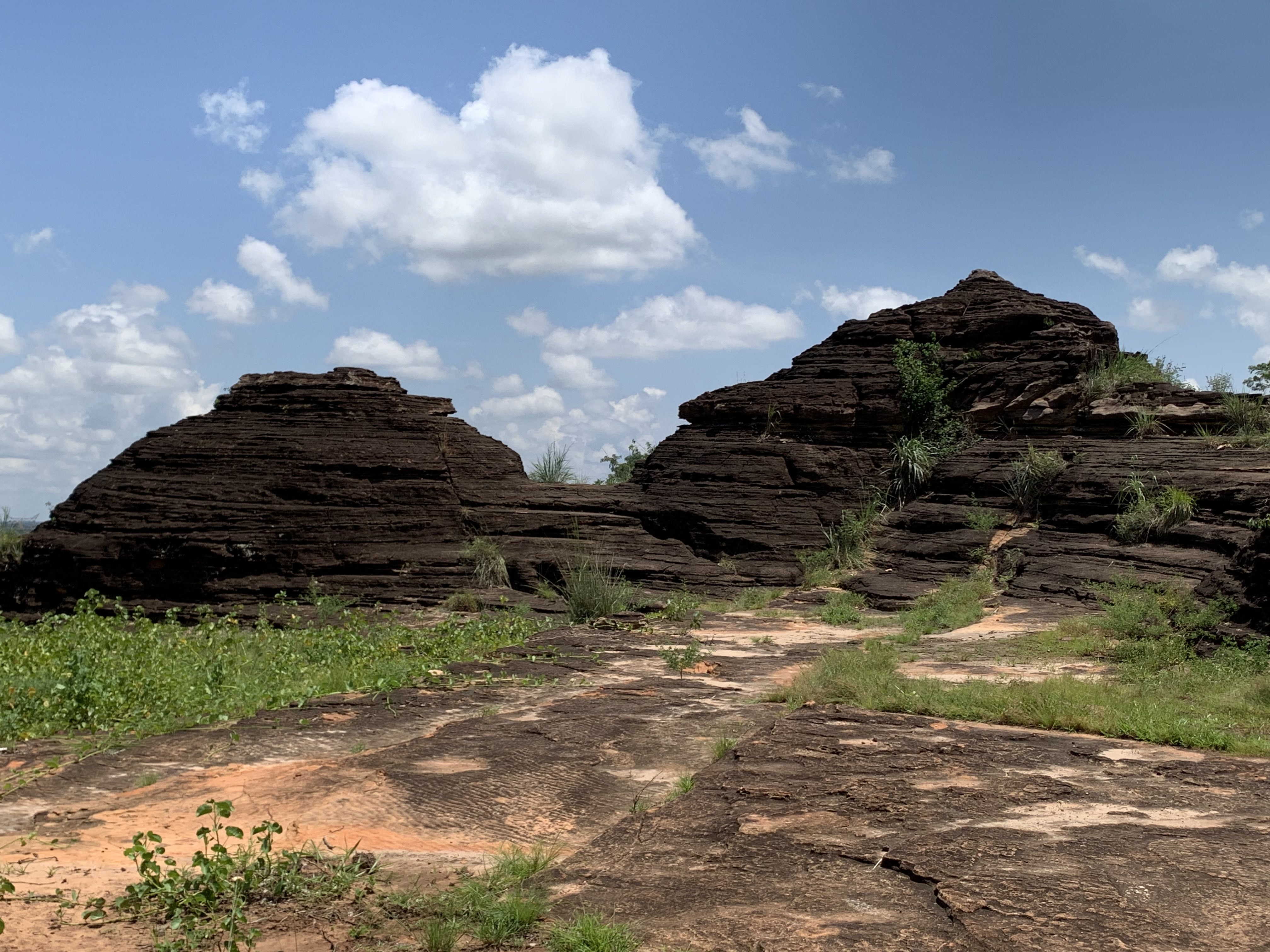
Vue Dômes -16

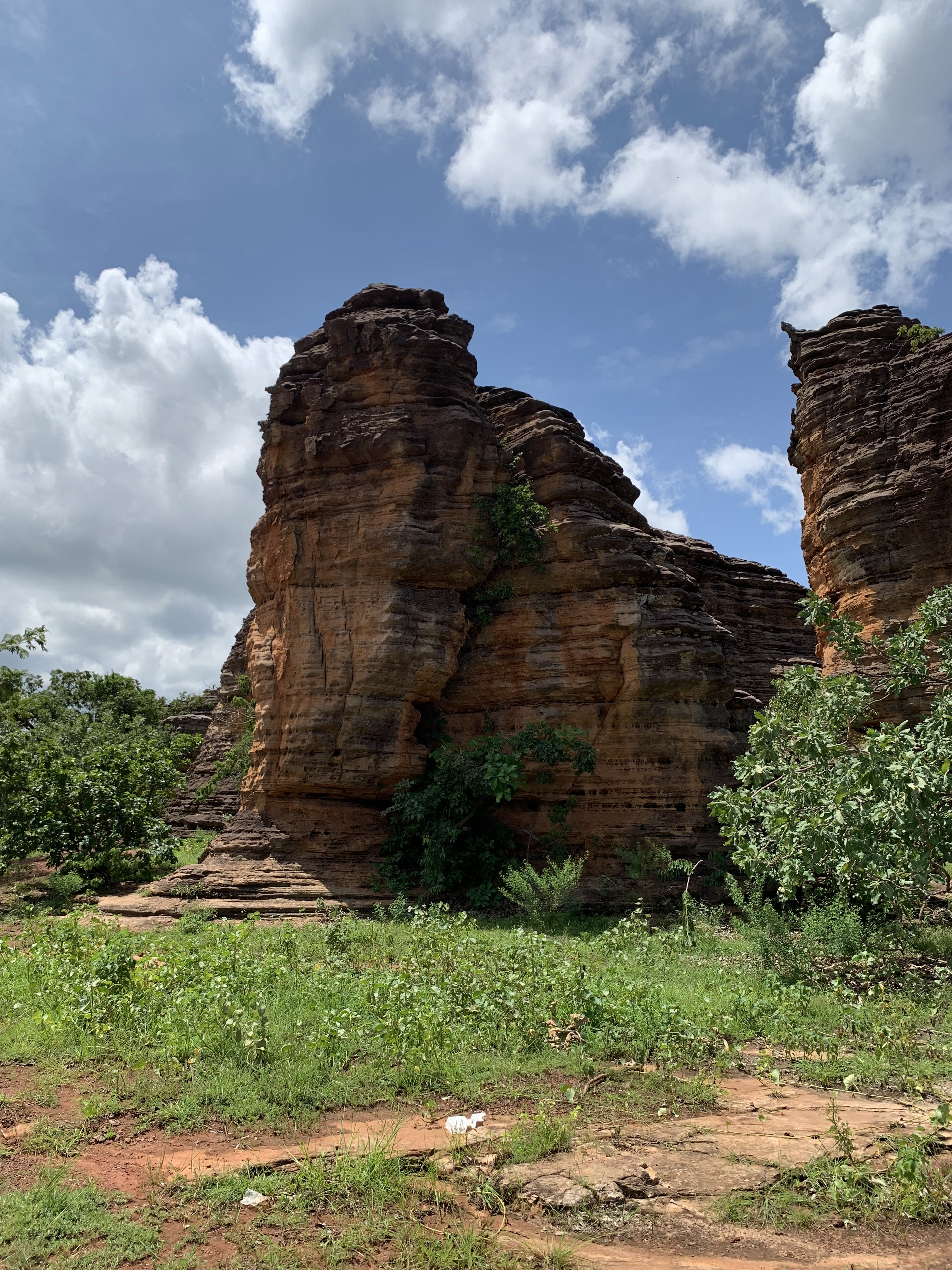
Vue Dômes -18

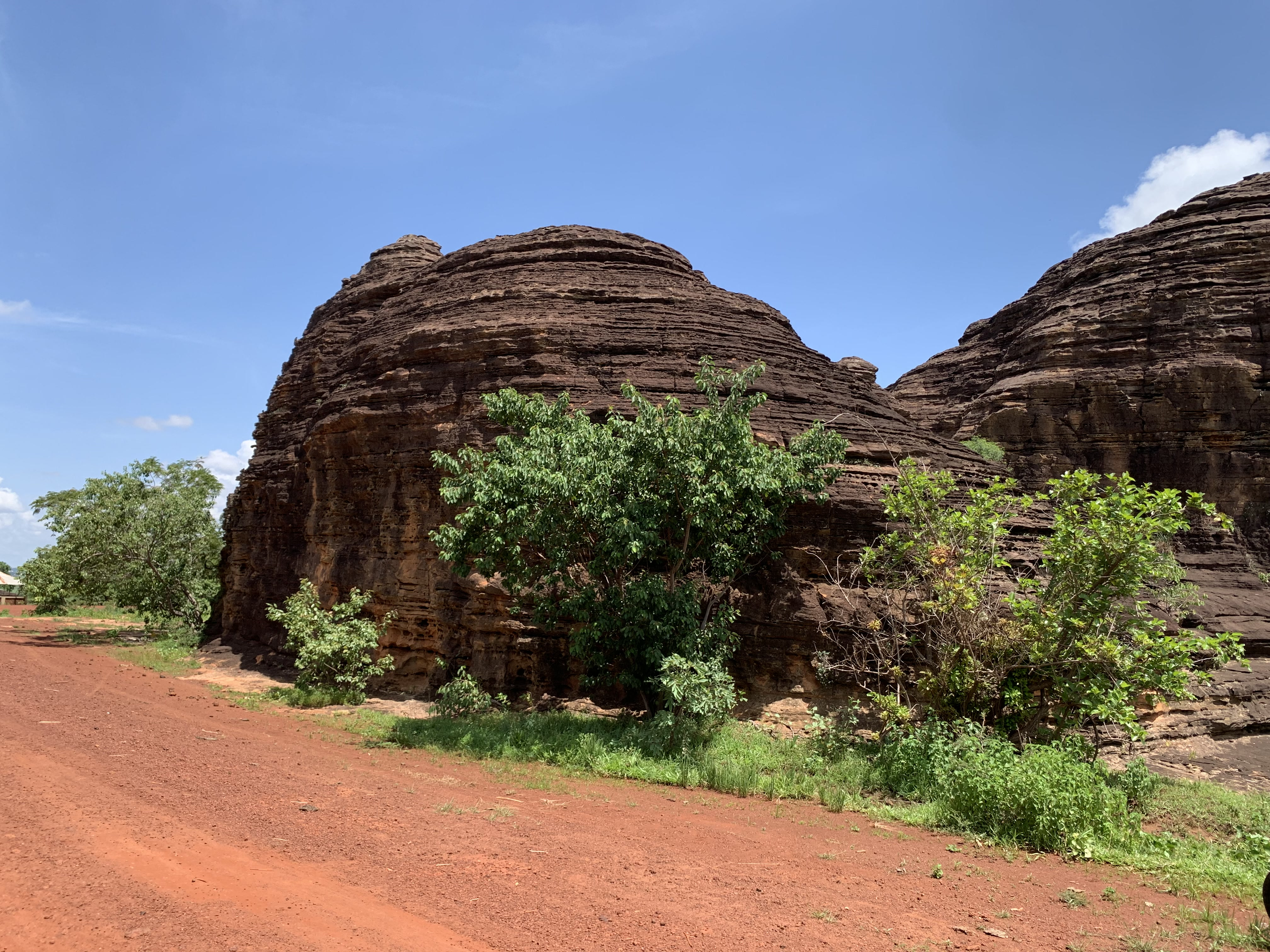
Vue Dômes -7

## Géographie
Population:
- 2003 : 920 habitants[1]
- 2006 :  4 681 habitants (RGPH)